# 山口清裕
山口清裕（日语：山口 キヨヒロ，1981年5月19日—），日本男演員、配音員、旁白。出身於東京都。

## 人物簡介
舊名：山口清裕，現名：山口（兩者日文讀音相同）。
FEATHER所屬，以前經歷Doa Production（2010年3月為止）、Sigma Seven e（2010年4月－2011年6月）。
父親是配音員山口健。與同行間島淳司是業界好友。2011年，在父親急性心臟衰竭逝去之後，接替長壽動畫《麵包超人》一角。
興趣有天體觀測、唱歌、射飛鏢、打羽毛球。特長為自行車的整備。

## 演出作品
※粗體字表示說明飾演的主要角色。

### 電視動畫
2004年
- Wind -a breath of heart-（プロメテウス）

2005年
- 絕對正義VS外道少女隊（日语：あかほり外道アワーらぶげ）（賢的老師）
- BLEACH（~2、長髮不良份子）

2006年
- 聲優白皮書（記者B）

2007年
- GO！純情水泳社！（Dr.我那霸 等）
- 節哀唷♥二之宮同學（男學生3）

2009年
- 東京地震8.0（東京消防隊）

2012年
- 未來日記（豐禮佑的父親）
- 冰菓（男學生）

2014年
- 名偵探柯南（播報員）

2015年
- 麵包超人（〈第2代〉、村民）

2016年
- 銀河機攻隊 莊嚴皇子（歐塔隊領袖）
- 月歌。THE ANIMATION（記者A）

2017年
- 動作女英雄 啦啦水果（觀眾）
- DYNAMIC CHORD（日语：DYNAMIC CHORD）（記者）

2018年
- 我家的烏丘帕斯（日语：うちのウッチョパス）（揚斯[3]）
- 魔法少女 我（會場工作人員）

2019年
- 約定的夢幻島（鬼A）

### OVA
2012年
- 腦髓地獄（甘粕藤汰）

2015年
- 麵包超人 快樂誕生日系列 3月壽星（アリンコキッド）

### 電影動畫
2008年
- HELLS ANGELS（日语：HELLS ANGELS）（史派克、學生）

2015年
- 麵包超人：咪嘉和魔法神燈（アリンコキッド）
- 冰川丸物語（日语：氷川丸ものがたり）（森本誠一[4]）

### 遊戲
2000年
- 夢之翼（日语：夢のつばさ）（秋水和也）

2002年
- 全部成為F（畑中英治）

2007年
- SD鋼彈 G世代 SPIRITS
- Halo 3

2018年
- 完美任務[5]
- 深淵狂獵（玩家角色聲音[6]）

2019年
- 殺人偵探：開膛手傑克（開膛手傑克[7]）

### 廣播劇CD
- 可愛的人。8（男學生）
- Calling You ～查爾斯&春木系列（禮賓部）
- SASRA 2（觀眾）
- Chocolate Kiss（杉田）
- Happy End的戀愛吧（親戚）
- 早餐俱樂部3
- 蜜×蜜水果糖
- 忐忑難安的迷宮（班上同學）
- 病嬌女友（男學生A）
- 勇星戰隊☆[8][注 1]

### 外語配音

#### 電視節目
- The！世界仰天新聞（日语：ザ!世界仰天ニュース）（影像重現的日語配音）

#### 電視影集
- 美食偵探尼洛·伍爾夫（Nero Wolfe）（椿象、青蛙）

### 電視劇
- 週二懸疑劇場 責任律師2（日语：当番弁護士 (テレビドラマ)）

### 電影
- 昆蟲偵探吉田吉美（配音演出）

### 特攝影集
- 忍風戰隊破裏劍者

### 舞台
- 舞台公演團「知識之墓場」公演作品
  - 第1回 翼
  - 第2回 橋／Count Three And Shot
  - 第3回 約三十年的謊言
- Theater Japan公演（2006年，米海爾）
- FREEMAN第一回開場解散公演「M's Style」（2008年，學生）
- 劇團6號SEED公演「賊」（2008年，公家）
- 神明們的惡作劇PRESENTS公演「敏腕組」（2009年，清）
- 劇團東京都鈴木區「TOKYO RADIO CLUB！」（2010年12月3日－5日，遊空間）
- 劇團東京都鈴木區「律師白龍」（2011年7月28日－31日，遊空間）
- 劇團海賊Hijack第13回本航演「B4 paper books2」(2012年2月3日－12日，Sun-mall Studio）
- M's Style ！（2012年5月26日－27日，座·高圓寺2）
- 劇團東京都鈴木區「Hero Are Gogo！」（2012年6月20日－24日，劇場KASSAI）
- 劇舎「推理作家的憂鬱 ～前名偵探最後的告白～」（2012年9月28日－30日，d-倉庫）
- 劇團東京都鈴木區「Hero Are Gogo！【再次上演版】」（2013年3月13日－17日、19日－24日，劇場KASSAI）
- 劇團海賊Hijack第15回記念航演「來自愛麗絲夢遊仙境」

「Rabbits Rash Rapidly ～奇妙兔子是從哪裡來的～」（2013年6月20日、22日－24日、27日－7月1日，Sun-mall Studio）
- 劇團東京都鈴木區「！」（2013年11月1日－4日，遊空間）

### 其他
- 高爾夫大師線上速報（旁白）
- 電視廣播 日産SYLPHY
- BIGLOBE網路廣告（旁白）

## 腳註

## 外部連結
- 株式會社「FEATHER-NET」公式官網 （日語）
  - 株式會社「FEATHER-NET」公式官網的聲優簡介 （日語）
- 山口清裕の名称未設定 （页面存档备份，存于） （日語）－山口清裕的官方個人部落格。
- 山口清裕的X（前Twitter） （日語）